# Euparatettix rapidus
Euparatettix rapidus är en insektsart som beskrevs av Steinmann 1964. Euparatettix rapidus ingår i släktet Euparatettix och familjen torngräshoppor. Inga underarter finns listade i Catalogue of Life.